# Fallet Lilla hjärtat
Fallet Lilla hjärtat var ett svenskt kriminalfall under 2020. Esmeralda Gustafsson, född den 25 april 2016, var en flicka som påträffades död och undangömd den 30 januari 2020 i sin bostad i Norrköping. I medierna kom hon att kallas Lilla hjärtat. I augusti 2020 dömdes hennes mor till fängelse i ett år och nio månader för vållande till annans död. Domen överklagades till hovrätten, som i juni 2021 dömde modern till åtta års fängelse för dråp. Fallet blev mycket uppmärksammat i Sverige och väckte starka reaktioner. 
Den 1 juli 2022 trädde ett flertal lagändringar i kraft vilka ska skydda barn efter att LVU upphör. Dessa kallas Lex Lilla hjärtat.

## Esmeraldas första år
Flickan föddes in i vad som beskrivs i domstolshandlingar från förvaltningsrätten som en familj präglad av missbruk och psykisk ohälsa. Kort efter födseln överlämnades hon till barnmorskorna på BB i Norrköping och modern lämnade sjukhuset efter att motsatt sig socialtjänstens önskan om att placera både modern och dottern i ett skyddat boende. Fadern hade redan före förlossningen avlägsnats med hjälp av vakter från avdelningen då han uppträtt hotfullt mot både personal och verksamhetschef och även haft med sig egen lustgas som han inhalerat på förlossningsavdelningen. Efter förlossningen belades Esmeraldas uppgifter med sekretess, då det ansågs att fadern utgjorde ett sådant hot mot flickan att inget annat kunde tillämpas för hennes säkerhet. Tre månader efter Esmeraldas födelse dömdes fadern till två års fängelse för grovt vapenbrott.
Socialtjänsten noterade att Esmeralda föddes med abstinens till följd av moderns missbruk under graviditeten. Esmeralda omhändertogs vid nio dagars ålder och placerades då i ett jourhem. Några veckor senare beslutade förvaltningsrätten med stöd av lagen om vård av unga (LVU) att flickan skulle tvångsvårdas och vid sju veckors ålder placerades hon i ett familjehem hos Melinda Jacobs och Lasse Lundberg. 
Några månader före Esmeraldas tvåårsdag överklagade föräldrarna LVU-placeringen och ville att tvångsvården skulle upphöra. Saken prövades i förvaltningsrätten men fick avslag då fadern inte hade träffat Esmeralda sedan födelsen, moderns psykiska ohälsa kvarstod och ingen av dem kunde uppvisa att de var drogfria genom tester. Den 20 september 2018 bestämde sig föräldrarna för att överklaga även detta beslut och ärendet togs upp i kammarrätten som inte delade socialtjänstens och förvaltningsrättens bedömningar och föräldrarna fick tillbaka sitt barn.
Tre veckor före sin treårsdag 2019 flyttades Esmeralda tillbaka till den biologiska familjen och juldagen 2019 inkom en orosanmälan till socialtjänsten gällande vanvård och misshandel av flickan.

## Dödsfallet
Den 30 januari 2020 beordrades polis till Esmeraldas hemadress i Norrköping. Där påträffades den då treåriga Esmeralda avliden och föräldrarna anhölls på sannolika skäl misstänkta för grovt vållande till annans död och brott mot griftefriden. Kroppen hade legat undangömd och död i cirka tre dygn innan den hittades under en barnsäng. I lägenheten befann sig utöver de misstänkta gärningsmännen också två pojkar, 14 år respektive ett år gamla, som identifierades som Esmeraldas bröder.
Esmeraldas kropp överlämnades till Rättsmedicinalverket i Linköping. Rättsläkaren som obducerade Esmeraldas kropp vittnade i tingsrätten om att svaren på de prover som togs på hennes hår, blod och urin påminde om provsvaren från en missbrukare. I rapporten från obduktionen som delgavs i förundersökningen och under förhandlingen kunde man påvisa att Esmeralda var kraftigt undernärd och hade 102 skador på kroppen, fyra narkotikaklassade preparat i och på kroppen, hjärnblödning, en bruten handled och lunginflammation orsakad av inandning av maginnehåll. Rättsläkaren noterade även att dödsförloppet var utdraget och pågått mellan 3 och 12 timmar.
Föräldrarna nekade till brott och hävdade att det hela var en tragisk fallolycka där Esmeralda ramlat och slagit i huvudet i badkaret.
Modern släpptes vid en av omhäktningsförhandlingarna under våren 2020, men häktades åter efter överklagande.

## Åtalet och rättegången
Den 16 februari 2020 avskrevs den biologiska fadern från misstankar då han anträffats död i sin cell i häktet. Polisen meddelade då att man uteslöt både självmord och brott, varvid en internutredning inleddes.
Den 15 maj 2020 väckte kammaråklagare Anna Lander åtal mot Esmeraldas mor. Åtalet avsåg mord, två fall av synnerligen grov misshandel samt brott mot griftefriden. Modern åtalades samtidigt även för narkotikabrott och ringa narkotikabrott. När åtalet väcktes förnekade kvinnan brott.

## Domen
Den 6 augusti 2020 dömdes modern till fängelse i ett år och nio månader för vållande till annans död, narkotikabrott samt ringa narkotikabrott. Hon frikändes av Norrköpings tingsrätt från åtalspunkterna mord, synnerligen grov misshandel samt brott mot griftefriden. Hon dömdes även till att betala skadestånd till Esmeraldas två bröder på 30 000 kronor vardera.
Den 27 augusti 2020 lämnade åklagaren in en överklagan till Göta Hovrätt; även försvaret  överklagade tingsrättens dom. Förhandlingen förväntades ske i maj 2021. Till dess var modern försatt på fri fot.

## Överklagan
Hovrätten ändrade den 21 juni 2021 tingsrättens dom, och dömde modern till fängelse i åtta år för dråp.

## Media och politik
När tidningen Dagens Nyheter publicerade en omfattande artikel om fallet i februari 2020 ledde det till läsarreaktioner. Fallet ledde till att regeringen i april 2020 tillsatte en utredning över hur principen om barnets bästa kunde stärkas, när tvångsvård enligt LVU ska upphöra. Ett lagförslag som skulle kallas Lex Lilla hjärtat. Lagförslag skulle lämnas senast den 26 februari 2021.
Den 2 februari 2022 presenterade regeringen flera förslag för att "säkerställa barns bästa när vård enligt LVU upphör". Dessa var:
- När barn tvångsvårdas på grund av missförhållanden i hemmet får socialnämnden inte besluta att vården ska upphöra förrän de omständigheter som föranleder vården har förändrats på ett varaktigt och genomgripande sätt.
- Det införs skyldighet för socialnämnden att överväga om det finns skäl att ansöka om flyttningsförbud. Att besluta om flyttningsförbud kan vara ett sätt att hindra en abrupt hemflytt, som barnet kan ta skada av.
- Dagens skyldighet för socialnämnden att överväga vårdnadsöverflyttning tidigareläggs, från tre till två år. Vårdnadsöverflyttningar kan skapa bättre förutsättningar för kontinuitet och trygghet i vården.
- Det införs skyldighet för socialnämnden att följa upp situationen efter att en placering upphört.
- Det införs en möjlighet för socialnämnden att besluta att vårdnadshavare och föräldrar ska lämna drogtest inför umgänge och inför prövningen av om vård enligt LVU ska upphöra.

Den 30 maj 2022 röstade riksdagen för en lagändring, och den 1 juli 2022 trädde Lex Lilla hjärtat i kraft.